# Brandon Jovanovich
Brandon Jovanovich (* 5. Oktober 1970 in Billings, Montana) ist ein US-amerikanischer Opernsänger des Fachs dramatischer Tenor, dessen Repertoire Wagner, Puccini, Strauss, Britten, von Frühbarock bis zur Uraufführung umfasst. Er ist für seine leidenschaftlichen Darstellungen in slawischen, französischen und deutschen Opern bekannt. Zu seinem Repertoire zählen u. a. Don José in Bizets Carmen, B. F. Pinkerton in Puccinis Madama Butterfly, Cavaradossi in Puccinis Tosca und die Titelrolle in Wagners Lohengrin.
Der Preisträger der Richard Tucker Awards 2007 singt sowohl in Konzerten als auch in Opern auf der ganzen Welt.

## Leben und Ausbildung
Brandon Jovanovich begann in jungen Jahren in Schulchören zu singen, bevor er schließlich in seinem Abschlussjahr der Highschool die männliche Hauptrolle in The Sound of Music übernahm.
Jovanovich war ein herausragender Sportler und erhielt ein Football-Stipendium der University of Mary in Bismarck, North Dakota. Nach einem Jahr in North Dakota beantragte er die Zulassung an der Northern Arizona University und wurde mit einem Stipendium in die Musikabteilung aufgenommen. Anfangs war es nicht seine Absicht, Sänger zu werden, aber aufgrund seiner guten Gesangsprüfung wurde er zum Studium zugelassen. Er wurde anfänglich für einen Bassbariton gehalten, als Understudy für die Rolle von Sarastro in Die Zauberflöte gecastet, und es kam tatsächlich zum Auftritt. Er erfüllte jedoch einige der akademischen Anforderungen für sein Musikstudium nicht und wechselte in seinen letzten Jahren an die Theaterabteilung, wo er in Stücken von Neil Simon, Shakespeare und Sondheim auftrat.
Jovanovich zog Mitte der neunziger Jahre nach New York City, wo er sich mit Modeln, Schauspielern, Musiktheater, Operette und schließlich mit Oper beschäftigte. Nachdem er 1996 und 1997 an der Santa Fe Opera weiter ausgebildet wurde, bat er darum, die Rolle des Giovanni in Daniel Catans Oper La hija de Rappaccini zu singen. Er erhielt ein Stipendium und war bis 1998 an der Manhattan School of Music eingeschrieben. Gleichzeitig sang er mit den New Yorker Gilbert- und Sullivan-Spielern (NYGASP). Zwischen 1995 und 1999 sang er in sieben Operetten mit dieser Kompanie sowohl in New York als auch auf Tour. Aber es war seine Aufführung des Luiz in The Gondoliers, die die New York Times zum ersten Mal auf ihn aufmerksam machte.

## Karriere
Brandon Jovanovich begann an der Manhattan School of Music professionell zu singen. Von New Yorker Gilbert- und Sullivan-Spielern bis hin zu New Yorker Opernprogrammen baute er langsam eine Arbeitsbeziehung zu Häusern in der Region New York auf.
Seine erste bedeutende Opernrolle hatte er im Sommer 1999 in Smetanas Zwei Witwen an der Chautauqua-Oper. Im Ausland war seine erste Rolle der Don José in Carmen im Jahr 2000 an der Oper von Bordeaux.
Seitdem sang er bedeutende Rollen an führenden Opernhäusern in den USA und Europa.